# Мазуров, Кирилл Трофимович
Кири́лл Трофи́мович Ма́зуров (бел. Кірыл Трафімавіч Мазураў; 25 марта (7 апреля) 1914, Рудня-Прибытковская, Гомельский уезд, Могилёвская губерния, Российская империя — 19 декабря 1989, Москва, СССР) — советский белорусский партийный и государственный деятель. Герой Социалистического Труда (1974).
Первый заместитель Председателя Совета Министров СССР (1965—1978). Член Политбюро (Президиума) ЦК КПСС (1965—1978 гг.; кандидат в члены Президиума ЦК КПСС в 1957—1965 гг.). Член ЦК КПСС (1956—1981). Депутат Верховного Совета СССР (1950—1979). Народный депутат СССР (1989).

## Биография
Родился 23 марта (5 апреля) 1914 года в деревне Рудня-Прибытковская (ныне деревня в составе Гомельского района Гомельской области Беларуси), в семье крестьянина. Отец — Трофим Иванович Мазуров, мать — Агафия Акимовна.
Окончил Гомельский автодорожный техникум (1933), ВПШ при ЦК ВКП(б) (1947).
В 1936—1938 гг. — служил в Красной Армии, затем работал в политотделе Белорусской железной дороги.
В 1940—1941 гг. — секретарь Гомельского горкома ЛКСМ, затем 1-й секретарь Брестского обкома ЛКСМ Беларуси.
В 1941—1942 гг. — в Красной Армии, участник Великой Отечественной войны, был ранен. В сентябре 1942 направлен в тыл немецких войск в Беларусь в качестве представителя Центрального штаба партизанского движения в звании подполковника, где до конца 1943 г. работал в партизанских соединениях; был секретарём подпольного ЦК ЛКСМ Беларуси.
В 1943—1946 гг. — второй секретарь ЦК ЛКСМ Беларуси.
В 1946—1947 гг. — первый секретарь ЦК ЛКСМ Беларуси.
В 1947—1948 гг. — в аппарате ЦК КП (б) Беларуси.
В 1949—1950 гг. — второй, затем первый секретарь Минского горкома КП (б) Беларуси.
В 1950—1953 гг. — первый секретарь Минского обкома партии.
В 1953—1956 гг. — Председатель Совета Министров Белорусской ССР.
В 1956—1965 гг. — первый секретарь ЦК КП Беларуси.
В 1965—1978 гг. — Первый заместитель Председателя Совета Министров СССР.
В 1968 г. на месте осуществлял политическое руководство операцией по вводу войск в Чехословакию.
С 1978 г. — персональный пенсионер союзного значения.
Член ВКП(б) с 1940 года, член ЦК КПСС (1956—1981). Депутат Верховного Совета СССР (1950—1979), член Президиума Верховного Совета СССР (1958—1965). Народный депутат СССР (1989).
В 1986—1989 гг. — председатель Всесоюзного совета ветеранов войны и труда.
Похоронен на Новодевичьем кладбище.
Его дочь Наталья замужем за сыном И. В. Капитонова Владимиром.

## Награды
- Герой Социалистического Труда (05.04.1974) — за большие заслуги перед Коммунистической партией и Советским государством и в связи с 60-летием со дня рождения с вручением золотой медали «Серп и Молот»[6].

Награждён:
- пятью Орденами Ленина (30.12.1948,18.01.1958,06.04.1964,02.12.1971[7][8] 05.04.1974)
- Орденом Красного Знамени (16.09.1943)
- двумя Орденами Отечественной войны I степени (01.01.1944, 11.03.1985)
- Орденом Дружбы народов (6.04.1989) и медалями.

## Память
- На фасаде дома № 36 по улице Карла Маркса в Минске, в котором жил К. Т. Мазуров, установлена мемориальная доска[9]
- Именем Мазурова названы улицы во Фрунзенском районе г. Минска и в Центральном районе г. Гомеля (Улица Мазурова).
- Мурал, посвящённый К. Т. Мазурову. Размещён на двух жилых зданиях одноимённой улицы в г. Гомеле[10][11].
- Именем Мазурова названа Гимназия №31 г.Минска